# LOVE FOREVER/少年
「LOVE FOREVER / 少年」（ラヴ・フォーエーヴァー/しょうねん）は、DEENの8thシングル。

## 概要
デビューから8作連続TOP5入り。初の両A面。本作のジャケットを最後にデビュー当初から一貫して使われてきたDEENロゴが廃止になった。
曲自体はかなり前から存在しており、田川伸治はまずサビのメロディーを作り、それにコードをあてたあと、A・Bメロを作った。デモテープの段階から出来上がりまでの過程で、アレンジや構成等色々な試みを重ねて最初の雰囲気とはガラリと変わった曲になった。
元々はアルバム用に作っていたが、シングルカットするにあたって大幅なアレンジ直しを行った。「秋」と「せつなさ」というイメージで作ったが、それに反してAメロが明るいと思いこちらも丸々書き換えた上、アレンジも熟考の末、テンポもアップテンポからミディアムテンポに作り直した。
「少年」のタイアップ用のレコーディングをする日の朝、田川が盲腸の手術を受けることになった為、ディレクターである時乗は大慌てでデモから田川のギター・プレイのトラックを抜き出して、タイアップ先に納品した。

## 収録曲
1. LOVE FOREVER
2. 少年
3. LOVE FOREVER (Original Karaoke)
4. 少年 (Original Karaoke)

## 収録アルバム
LOVE FOREVER
- 『I wish』
- 『SINGLES+1』
- 『DEEN PERFECT SINGLES +』
- 『DEEN The Best キセキ』※アレンジ、新録音して収録
- 『DEENAGE MEMORY -20周年記念ベストアルバム-』
- 『DEEN The Best FOREVER 〜Complete Singles +〜』

少年
- 『I wish』
- 『Ballads in Blue〜The greatest hits of DEEN〜』
- 『和音〜Songs_for_Children〜』※アレンジ、新録音して収録
- 『Another Side Memories〜Precious Best〜』
- 『DEENAGE MEMORY -20周年記念ベストアルバム-』
- 『PARADE』※アレンジ、新録音して収録
- 『DEEN The Best FOREVER 〜Complete Singles +〜』

## タイアップ
- LOVE FOREVER - TBS系『スーパーサッカー』エンディングテーマ曲
- 少年 - TBS系（ミニ番組）「少年時代」テーマ曲

## 参加ミュージシャン
- 作詞：山本ゆり 作曲：田川伸治 編曲：葉山たけし
- 作詞：池森秀一 作曲：山根公路&田川伸治 編曲：古井弘人

- 池森秀一：ヴォーカル
- 山根公路：キーボード
- 宇津本直紀：ドラム
- 田川伸治：ギター